# (33226) Melissamacko
1998 FW121 (asteroide 33226) é um asteroide da cintura principal. Possui uma excentricidade de 0.11364900 e uma inclinação de 2.76000º.
Este asteroide foi descoberto no dia 20 de março de 1998 por LINEAR em Socorro.